# جاكسون ديل
جاكسون ديل (بالإنجليزية: Jackson Diehl)‏ هو صحفي أمريكي، ولد في 1956.